# 2037
|  | Denne artikel beskriver en fremtidig begivenhed Denne artikel eller sektion handler om planlagt eller forventet fremtidig begivenhed. Der kan forekomme spekulativ information, og indholdet kan ændres dramatisk når begivenheden nærmer sig og mere information bliver tilgængelig. |

| 2037               |
| ------------------ |
| Dødsfald - Fødsler |
|                    |

| Gregoriansk kalender | 2037 MMXXXVII           |
| Ab urbe condita      | 2790                    |
| Armensk kalender     | 1486 ԹՎ ՌՆՁԶ            |
| Kinesiske kalender   | 4733 – 4734 丙辰 – 丁巳 |
| Etiopisk kalender    | 2029 – 2030             |
| Jødisk kalender      | 5797 – 5798             |
| Hindukalendere       |                         |
| - Vikram Samvat      | 2092 – 2093             |
| - Shaka Samvat       | 1959 – 1960             |
| - Kali Yuga          | 5138 – 5139             |
| Iransk kalender      | 1415 – 1416             |
| Islamisk kalender    | 1459 – 1460             |

2037 (MMXXXVII) begynder året på en torsdag. Påsken falder dette år den 5. april.
Se også 2037 (tal)

## Forudsigelser og planlagte hændelser
- NASA vil have fuldført en bemandet mission til Mars inden 2037[1][2]
- Databaseprogrammet MySQL TIMESTAMP-datatype vil ikke være i stand til at håndtere tidspunkter efter 2037, hvilket kan lede til programmer bryder sammen og databaser ikke fungerer korrekt.
- Forskellige dokumenter relateret til Elizabeth Bowes-Lyons ønske om at bevarer monarkiet, i tilfælde af at tyskerne besatte Storbritannien under 2. verdenskrig vil blive gjort offentligt tilgængelige fra de kongelige arkiver.

## Billeder
- Elizabeth Bowes-Lyon
- Marsvæsner invaderer Jorden